# Стефан Робідас
Стефан Робідас (англ. Stéphane Robidas; нар. 3 березня 1977, Шербрук) — канадський хокеїст, що грав на позиції захисника. Грав за збірну команду Канади. З 2018 директор з розвитку гравців у клубі «Торонто Мейпл-Ліфс».
Провів понад 900 матчів у Національній хокейній лізі. 

## Ігрова кар'єра
Хокейну кар'єру розпочав 1992 року в наймолодшій юніорській лізі. З 1993 по 1997 виступав за «Шавініган Катарактес» (ГЮХЛК).
1995 року був обраний на драфті НХЛ під 164-м загальним номером командою «Монреаль Канадієнс». У складі «канадців» відіграв два сезони та перейшов до «Даллас Старс», де відіграв до листопада 2003 та був проданий до «Чикаго Блекгокс» в обмін на Джона Клемма. 
Під час локауту в НХЛ сезон відіграв у Німеччині, де виступав за «Франкфурт Лайонс».
Влітку 2005 повертається до клубу «Даллас Старс» з яким у грудні 2006 року уклав трирічний контракт на суму $4.5 мільйонів доларів.
У сезоні 2012–13 Стефан виступав у Фінляндії за місцевий ГІФК.
4 березня 2014 Робідаса було продано до «Анагайм Дакс». У четвертому матчі плей-оф 2014 проти своєї колишньої команди «Даллас Старс» отримав травму ноги та вибув до кінця сезону.
1 липня 2014 Стефан уклав трирічний контракт з «Торонто Мейпл-Ліфс». Згодом через рецидив старих травм він завершив ігрову кар'єру, а в січні 2017 став консультантом. У вересні 2017 асистентом директором з розвитку гравців, а в серпні 2018 директором з розвитку гравців.
Загалом провів 984 матчі в НХЛ, включаючи 47 ігор плей-оф Кубка Стенлі.
Виступав за збірну Канади, на головних турнірах світового хокею провів 24 гри в її складі. Був у розширеному списку на участь Зимових Олімпійських іграх 2010.

## Нагороди та досягнення
- Учасник матчу усіх зірок НХЛ — 2009.

## Статистика

### Клубні виступи
| Сезон        | Клуб                    | Ліга         | Регулярний сезон | Регулярний сезон | Регулярний сезон | Регулярний сезон | Регулярний сезон | Плей-оф | Плей-оф | Плей-оф | Плей-оф | Плей-оф |
| Сезон        | Клуб                    | Ліга         | І                | Г                | П                | О                | ШХ               | І       | Г       | П       | О       | ШХ      |
| ------------ | ----------------------- | ------------ | ---------------- | ---------------- | ---------------- | ---------------- | ---------------- | ------- | ------- | ------- | ------- | ------- |
| 1992–93      | «Магог Кантоньє»        | QMAAA        | 41               | 3                | 12               | 15               | 16               | 5       | 1       | 1       | 2       | 2       |
| 1993–94      | «Шавініган Катарактес»  | ГЮХЛК        | 67               | 3                | 18               | 21               | 33               | 1       | 0       | 0       | 0       | 0       |
| 1994–95      | «Шавініган Катарактес»  | ГЮХЛК        | 71               | 13               | 56               | 69               | 44               | 15      | 7       | 12      | 19      | 4       |
| 1995–96      | «Шавініган Катарактес»  | ГЮХЛК        | 67               | 23               | 56               | 79               | 53               | 6       | 1       | 5       | 6       | 10      |
| 1996–97      | «Шавініган Катарактес»  | ГЮХЛК        | 67               | 24               | 52               | 75               | 59               | 7       | 4       | 6       | 10      | 14      |
| 1997–98      | «Фредеріктон Канадієнс» | АХЛ          | 79               | 10               | 21               | 31               | 50               | 4       | 0       | 2       | 2       | 0       |
| 1998–99      | «Фредеріктон Канадієнс» | АХЛ          | 79               | 8                | 33               | 41               | 59               | 15      | 1       | 5       | 6       | 10      |
| 1999–2000    | «Квебек Цитаделлес»     | АХЛ          | 76               | 14               | 31               | 45               | 36               | 3       | 0       | 1       | 1       | 0       |
| 1999–2000    | «Монреаль Канадієнс»    | НХЛ          | 1                | 0                | 0                | 0                | 0                | —       | —       | —       | —       | —       |
| 2000–01      | «Монреаль Канадієнс»    | НХЛ          | 65               | 6                | 6                | 12               | 14               | —       | —       | —       | —       | —       |
| 2001–02      | «Монреаль Канадієнс»    | НХЛ          | 56               | 1                | 10               | 11               | 14               | 2       | 0       | 0       | 0       | 4       |
| 2002–03      | «Даллас Старс»          | НХЛ          | 76               | 3                | 7                | 10               | 35               | 12      | 0       | 1       | 1       | 20      |
| 2003–04      | «Даллас Старс»          | НХЛ          | 14               | 1                | 0                | 1                | 8                | —       | —       | —       | —       | —       |
| 2003–04      | «Чикаго Блекгокс»       | НХЛ          | 45               | 2                | 10               | 12               | 33               | —       | —       | —       | —       | —       |
| 2004–05      | «Франкфурт Лайонс»      | ДХЛ          | 51               | 15               | 32               | 47               | 64               | 6       | 1       | 2       | 3       | 6       |
| 2005–06      | «Даллас Старс»          | НХЛ          | 75               | 5                | 15               | 20               | 67               | 5       | 0       | 2       | 2       | 4       |
| 2006–07      | «Даллас Старс»          | НХЛ          | 75               | 0                | 17               | 17               | 86               | 7       | 0       | 1       | 1       | 2       |
| 2007–08      | «Даллас Старс»          | НХЛ          | 82               | 9                | 17               | 26               | 85               | 18      | 3       | 8       | 11      | 12      |
| 2008–09      | «Даллас Старс»          | НХЛ          | 72               | 3                | 23               | 26               | 76               | —       | —       | —       | —       | —       |
| 2009–10      | «Даллас Старс»          | НХЛ          | 82               | 10               | 31               | 41               | 70               | —       | —       | —       | —       | —       |
| 2010–11      | «Даллас Старс»          | НХЛ          | 81               | 5                | 25               | 30               | 67               | —       | —       | —       | —       | —       |
| 2011–12      | «Даллас Старс»          | НХЛ          | 75               | 5                | 17               | 22               | 48               | —       | —       | —       | —       | —       |
| 2012–13      | ГІФК                    | СМ-Л         | 15               | 2                | 3                | 5                | 22               | —       | —       | —       | —       | —       |
| 2012–13      | «Даллас Старс»          | НХЛ          | 48               | 1                | 12               | 13               | 56               | —       | —       | —       | —       | —       |
| 2013–14      | «Даллас Старс»          | НХЛ          | 24               | 4                | 1                | 5                | 12               | —       | —       | —       | —       | —       |
| 2013–14      | «Анагайм Дакс»          | НХЛ          | 14               | 1                | 4                | 5                | 8                | 3       | 0       | 0       | 0       | 2       |
| 2014–15      | «Торонто Мейпл-Ліфс»    | НХЛ          | 52               | 1                | 6                | 7                | 34               | —       | —       | —       | —       | —       |
| Усього в НХЛ | Усього в НХЛ            | Усього в НХЛ | 937              | 57               | 201              | 258              | 713              | 47      | 3       | 12      | 15      | 44      |

### Збірна
| Рік                | Команда            | Турнір             | Місце              | І  | Г | П | О | ШХ |
| ------------------ | ------------------ | ------------------ | ------------------ | -- | - | - | - | -- |
| 2001               | Канада             | ЧС                 | 5-е                | 7  | 0 | 1 | 1 | 0  |
| 2006               | Канада             | ЧС                 | 4-е                | 9  | 1 | 1 | 2 | 6  |
| 2013               | Канада             | ЧС                 | 5-е                | 8  | 0 | 3 | 3 | 6  |
| Національна збірна | Національна збірна | Національна збірна | Національна збірна | 24 | 1 | 5 | 6 | 12 |